# Glen (Nueva York)
Glen es un pueblo ubicado en el condado de Montgomery en el estado estadounidense de Nueva York. En el año 2000 tenía una población de 2,222 habitantes y una densidad poblacional de 22 personas por km².

## Geografía
Glen se encuentra ubicado en las coordenadas 42°54′54″N 74°21′9″O / 42.91500, -74.35250.

## Demografía
Según la Oficina del Censo en 2000 los ingresos medios por hogar en la localidad eran de $41,307, y los ingresos medios por familia eran $44,674. Los hombres tenían unos ingresos medios de $32,473 frente a los $22,642 para las mujeres. La renta per cápita para la localidad era de $17,583. Alrededor del 6% de la población estaban por debajo del umbral de pobreza.